# Кахозеро
Кахозеро (в переводе с кильд. — «восьмое озеро»; устар. Ках-озеро) — пресноводное озеро, расположенное в центральной части Кольского полуострова на территории городского округа город Оленегорск Мурманской области России.
Площадь поверхности — 11,2 км², площадь водосбора — 113 км². Высота над уровнем моря — 163,9 м.
Озеро имеет треугольную форму и его берега очень сильно изрезаны, вследствие чего оно обладает большим количеством заливов. Из Кахозера берёт своё начало река Ках, которая соединяет его с Колозером.
Кахозеро является одними из источников технической воды Оленегорского горно-обогатительного комбината, которая используется на нужды систем охлаждения масла, пылегашения буровых установок, гидросмыва и аспирации предприятия, а также для водоснабжения близлежащих котельных.